# Teenage Mutant Ninja Turtles 2: Battle Nexus
Teenage Mutant Ninja Turtles 2: Battle Nexus — компьютерная игра в жанре beat ’em up с элементами платформера о персонажах комиксов Кевина Истмена и Питера Лэрда Черепашках-ниндзя, а также сиквел к Teenage Mutant Ninja Turtles (2003). Игра была разработана и издана японской компанией Konami в 2004 году к премьере второго сезона мультсериала «Черепашки-ниндзя» (2003), сюжет которого лёг в её основу. После победы над своим заклятым врагом Шреддером Леонардо, Донателло, Микеланджело и Рафаэль отправляются на спасение их учителя Сплинтера, похищенного представителями таинственной инопланетной расы. Черепахи посещают другие планеты, расположенные за пределами Солнечной системы, а также попадают в прошлое — во времена феодальной Японии — и антиутопичное будущее — в разрушенный Нью-Йорк. Их приключения завершаются на межгалактическом турнире «Битва Нексус», в котором принимают участие сильнейшие бойцы со всей Вселенной.
Konami создавала Battle Nexus для платформ PlayStation 2, Xbox, GameCube, Windows и Game Boy Advance, при поддержке издателя комиксов о Черепашках-ниндзя Mirage Studios и ответственной за производство мультсериала компанией 4Kids Entertainment. Разработчики учли критику в адрес игры 2003 года, в частности они добавили кооператив для четырёх игроков. 
Как и предшествующая ей игра, Battle Nexus получила смешанные, преимущественно негативные отзывы от критиков. Рецензенты хвалили графику и интеграцию Teenage Mutant Ninja Turtles (1989), однако критиковали боевую систему и элементы платформера. В 2005 году Konami выпустила её прямое продолжение Teenage Mutant Ninja Turtles 3: Mutant Nightmare.

## Игровой процесс

### Версия для PS2, Xbox, GameCube и Windows

Черепашки-ниндзя сражаются с Трицератонами. В отличие от игры 2003 года, в Battle Nexus есть кооператив для четырёх игроков

Teenage Mutant Ninja Turtles 2: Battle Nexus — это трёхмерный beat ’em up, в котором игрок управляет одной из четырёх Черепашек-ниндзя — Леонардо, Донателло, Микеланджело или Рафаэлем. Помимо них, в игре также есть четверо открываемых персонажей — Слашур, Сплинтер, Караи и Кейси Джонс. По большей части протагонисты передвигаются по земле, однако, в отдельных случаях они пересекают препятствия, такие как движущиеся, рушащиеся и наклоняющиеся платформы, с помощью обычного или двойного прыжков, а также прыжков от стены. Рывки позволяют увеличить скорость передвижения персонажей. Каждый из протагонистов обладает специальными возможностями: Леонардо разрезает препятствия — металлические решётки и деревья — с помощью парных катан, Рафаэль двигает тяжёлые ящики, Микеланджело парит в воздухе на своих нунчаках, а Донателло взламывает программное обеспечение в компьютерных системах, чтобы отключить протоколы безопасности. В сражениях персонажи используют обычные и сильные атаки, которые могут объединить в около 30 комбо-ударов. Также они способны атаковать на бегу и в воздухе. В Battle Nexus появилась возможность блокировать вражеский урон. Вдобавок к этому, при зажатии кнопки сильной атаки протагонисты активируют особые способности, известные как «заряды»: например, Рафаэль формирует вокруг себя кольцо из огня, а Микеланджело стреляет огненными шарами. Одновременное нажатие кнопок слабой и сильной атак позволяет игровому персонажу поднять оппонента и метнуть его в разрушаемые объекты, например во взрывающиеся бочки. Также протагонисты используют метательное оружие — сюрикены; Донателло владеет специальными энергетическими снарядами, парализующими врагов при попадании. На уровнях встречаются разноцветные кристаллы, которые на время увеличивают три основные характеристики персонажей — силу атаки, силу «заряда» и силу защиты; четвёртая разновидность кристаллов обеспечивает нескончаемый запас сюрикенов. 
Как и Teenage Mutant Ninja Turtles 2003 года, Battle Nexus воспроизводит визуальный стиль сериала «Черепашки-ниндзя» 2003 года при помощи технологии сел-шейдинг. Повествование разворачивается через фрагменты из серий второго сезона мультсериала и созданные на движке игры кат-сцены, демонстрируемые до, во время и после завершения миссий. В игре есть карта с несколькими разветвлениями, каждое из которых состоит из отдельных уровней, адаптирующих тот или иной эпизод мультсериала. С каждой пройденной «веткой» открывается новая, однако, в некоторых случаях у игрока есть возможность самостоятельно выбрать один из двух и более доступных уровней. В однопользовательском режиме игрок самостоятельно отбирает четырёх из восьми доступных персонажей, которых затем может менять во время прохождения; при этом в Battle Nexus отсутствует возможность прохождения с персонажами-напарниками под контролем ИИ. В отличие от предыдущей части, в игре предусмотрен кооператив для четырёх игроков. Все персонажи обладают единой шкалой здоровья; в случае её полного истечения уровень начинается заново. Пополнить здоровье игрок может при помощи пиццы и колы, попадающихся в разбросанных по уровням ящиках. На пути игрока возникают различные противники: ниндзя клана Фут, инопланетяне — Утромы, Трицератоны и антропоморфные животные — мутировавшие растения и роботы. В отличие от Teenage Mutant Ninja Turtles 2003 года, игрок не должен побеждать всех врагов на уровне для его прохождения — он может пройти практически каждый этап, избегая сражений. Одним из нововведений являются гоночные уровни, на которых игроку предстоит пройти полосу препятствий и заработать очки посредством сбора золотых и серебряных черепашьих эмблем, причём по мере продвижения к конечной цели на его пути возникают различные препятствия, например бомбы и закрывающиеся решётки. По завершении гонок игрок получает приз, ценность которого зависит от количества набранных очков. В конце каждого уровня игрок получает оценку по шкале от E до SS. 
Помимо сюжетной кампании, в игре есть несколько дополнительных режимов, представленных в логове Черепашек-ниндзя: «компьютер», «2nd Timearound» и «турнир». «Компьютер» представляет собой базу данных, состоящую из концепт-артов персонажей и эскизов локаций, которые открываются по мере прохождения сюжета. В «2nd Timearound» игрок может получить информацию о различных коллекционных предметах, известных как «антиквариат», которые он собирает на уровнях; сбор всего антиквариата открывает доступ к игре в Teenage Mutant Ninja Turtles 1989 года. «Турнир» заменяет режим «состязание» из первой части, однако в нём игрок сражается не только с боссами, но и с отрядами обычных противников. Всего в игре есть четыре турнира, причём последний из них — «Битва Нексус» — является частью сюжетной кампании. Каждый турнир игрок может пройти как в одиночку, так и в кооперативе с другими игроками.   

### Версия для GBA
Версия Battle Nexus для GBA представляет собой сайд-скроллер в жанре платформера с элементами стелса, головоломки и шутера. Персонажи передвигаются по закрытым локациям и преодолевают встречающиеся на пути препятствия с помощью прыжков и оружия: например, Рафаэль использует саи для карабканья по стенам, а Донателло пересекает пропасти благодаря бо. Помимо обычных атак руками и ногами, у каждой черепахи есть специальные приёмы: Леонардо наносит несколько ударов катанами в рывке, Микеланджело бросает нунчаки, как бумеранг, Донателло подбрасывает врагов в воздух, а затем жонглирует ими с помощью бо, а Рафаэль начинает крутиться на большой скорости с саями подобно буру. В начале игры у персонажей отсутствует оружие. Чтобы избежать столкновений с вооружёнными противниками Черепашки-ниндзя могут прятаться в углублениях между стенами или за ящиками, ползать по туннелям, а также запрыгивать на выступы, канаты и шесты. Всего в игре есть шесть уровней, которые, в свою очередь, состоят из нескольких этапов. Чтобы открыть их, игрок должен собрать определённое количество кристаллов, причём он не может сделать это во время игры за одного из четырёх доступных персонажей, из-за чего возникает необходимость повторного прохождения этапа от лица трёх оставшихся протагонистов. Также в игре есть уровни со стрельбой из космических кораблей и ховербордов.

## Сюжет

### Персонажи и сеттинг
В Нью-Йорке четыре мутировавшие антропоморфные черепахи-подростки — Леонардо, Донателло, Микеланджело и Рафаэль — вместе со своим учителем и, по совместительству, приёмным отцом крысой Сплинтером, который обучил их боевым искусствам, противостоят преступному клану ниндзя Фут, возглавляемому Ороку Саки / Шреддером. Они знакомятся с ещё одной стороной конфликта — инопланетной цивилизацией под названием Утромы, представители которой напоминают мозги с щупальцами. Также герои посещают: другие миры, расположенные за пределами Солнечной системы — ледяную планету Зеро, пустынную планету Д’Хуниб, управляемую гуманоидной воинствующей расой Федерация, и Трицерантонскую республику — космическую крепость, населённую антропоморфными трицератопсами; феодальную Японию в период предшествующий правлению сёгуната Токугава; подземный город, полный мутировавших жертв генетических экспериментов Шреддера; антиутопичное будущее с разрушенным Нью-Йорком, а также измерение «Битва Нексус» — представляющее собой мир между мирами, где проводится одноимённый турнир с участием сильнейших бойцов со всей Вселенной. 

### История
Черепашки-ниндзя и Сплинтер проникают в особняк Шреддера, где сталкиваются с большим количеством ниндзя клана Фут, прежде чем добираются до двора на крыше. Сплинтер получает тяжёлое ранение, из-за чего его ученикам приходится продолжить путь без него. На помощь черепахам пребывают таинственные воины, известные как Стражи, которые сдерживают ниндзя, в то время как четверо братьев побеждают первого заместителя Шреддера Хана, а затем и его самого. В этот момент неизвестные похищают Сплинтера, и Черепашки-ниндзя отправляются на поиски учителя. Придя к выводу, что в его исчезновении замешаны Стражи, братья устанавливают местоположение их штаб-квартиры — здание «Исследовательского института космических технологий». Также они вспоминают, что аббревиатура этого названия — ИИКТ — присутствовала на канистре с мутагеном, из-за которого они мутировали. Проникнув в здание, черепахи вступают в конфронтацию с Утромами, а затем обнаруживают находящегося без сознания Сплинтера в резервуаре для стазиса. Во время битвы черепахи случайно активируют телепортирующее устройство, которое переносит их за пределы Земли.
Черепашки попадают на Зеро, где находят ещё один телепорт и перемещаются на Д’Хуниб. Там они спасают от отряда Федерации робота Фуджитоида, на самом деле являющегося учёным профессором Ханикаттом, создателем телепорта. В результате несчастного случая разум Ханикатта переместился в тело его робота-помощника, после чего он стал жертвой преследования со стороны Федерации, намеревавшейся использовать телепорт в военных целях. Защищая профессора от солдат Федерации, черепахи сталкиваются с наёмником Слашуром, который признаёт в них учеников Хамато Ёси. Хотя черепахам удаётся скрыться от сил Федерации, Фуджитоида похищают Трицератоны, также заинтересованные в получении телепорта. В конечном итоге братья вновь спасают профессора и возвращаются в здание ИИКТ, где воссоединяются со Сплинтером, обязанным своей жизнью Утромам. Черепахи и их учитель погружаются в симулятор виртуальной реальности, чтобы изучить историю Утромов, чей корабль совершил крушение на Землю во времена феодальной Японии. В это время Бакстер Стокман выводит симулятор из строя, из-за чего черепахи и Сплинтер становятся осязаемыми внутри виртуальной реальности, где противостоят феодальному Шреддеру. После освобождения из этой ловушки они сталкиваются с ниндзя клана Фут во главе с современным Шреддером, который пережил их последнее столкновение и начал осаду ИИКТ, а также заминировал здание. Вместе со Стражами и Фуджитоидом Утромы возвращаются на свою планету при помощи телепорта, в то время как черепахи и Сплинтер их заклятого врага. Под бронёй Шреддера оказывается ещё один Утром по имени Ч’релл, повинный в крушении корабля Утромов на Землю. С помощью телепорта черепашки и их учитель выбираются из здания и воссоединяются со своими друзьями Эйприл О’Нил и Кейси Джонсом, а Ч’релл, казалось бы, погибает во взрыве. 
После возвращения в Нью-Йорк братья: противостоят сыну правителя «Битвы Нексус» Великому ниндзя, который бросает им вызов после победы над Шреддером, спускаются в подземный город, чтобы исцелить бывших подопытных Ч’релла, знакомятся с ещё одним союзником Утромов — мутировавшим антропоморфным крокодилом Кожеголовым, а также объединяются с приёмной дочерью Ороку Саки Караи, чтобы прекратить войну в городе между кланом Фут, уличной бандой «Пурпурные драконы» и гангстерами. Затем, по приказу выжившего Шреддера, Слашур переносит черепах в разрушенный Нью-Йорк из альтернативного будущего. Братья побеждают Слашура, который оказывается потерявшим память Утромом, чью семью убил Шреддер. По возвращении в Нью-Йорк братья находят в канализации Трицератона по имени Зог, случайно попавшего в здание ИИКТ вместе с ними. Там же они обнаруживают механического двойника Сплинтера, сконструированного Ч’реллом, и уничтожают его. Черепахи, Сплинтер и Зог проникают на корабль Шреддера «Кураияму», чтобы подорвать его; впоследствии к ним присоединяется Слашур. Зог жертвует собой, дав возможность своим товарищам спастись. После этого черепахи принимают участие в межгалактическом турнире «Битва Нексус», где противостоят сильнейшим бойцам со всей Вселенной, включая антропоморфного кролика-самурая Миямото Усаги. Великий ниндзя заключает союз с драконоподобным воином Драко, чтобы свергнуть своего отца Великого Даймё, однако Драко предаёт его самого и забирает символ власти Даймё — боевой посох. Черепашки побеждают Драко и тот, вместе с Великим ниндзя, исчезает в разломе между мирами. Даймё поздравляет братьев с победой, а Микеланджело становится чемпионом «Битвы Нексус», после чего черепахи и Сплинтер возвращаются домой.

## Разработка, продвижение и выпуск
За создание Teenage Mutant Ninja Turtles 2: Battle Nexus отвечала японская компания Konami, которая приобрела эксклюзивную лицензию на разработку и издание игр про Черепашек-ниндзя в 2002 году. Несмотря на неоднозначную критику журналистов в отношении первой игровой адаптации «Черепашек-ниндзя» 2003 года, Konami удовлетворили её высокие продажи, поэтому руководство компания дало зелёный свет на создание продолжения по мотивам второго сезона мультсериала. 
Разработчики учли критику в адрес Teenage Mutant Ninja Turtles и добавили в Battle Nexus кооператив для четырёх игроков. Менеджер по продукту Konami Digital Entertainment America Эрика Мейсон заявила: «Невероятные успех и популярность „Черепашек-ниндзя“ охватили несколько поколений [фанатов] благодаря текущему перезапуску франшизы и народной любви к оригинальной серии [комиксов]. Нашей команде удалось передать дух знаменитой серии благодаря кооперативу для четырёх игроков в этой чрезвычайно увлекательной игре, которая понравится как юным, так и более зрелым фанатам любимой франшизы». Помимо персонажей из второго сезона «Черепашек-ниндзя» 2003 года, разработчики добавили в игру новых героев, которые отсутствовали в мультсериале, в частности Слашура. Одним из дополнений Battle Nexus стала интеграция игры Teenage Mutant Ninja Turtles 1989 года, которую также создала Konami; разработчики не стали добавлять в неё музыку и озвучку из оригинальной версии, чтобы избежать проблем с авторскими правами. Как и в случае с Teenage Mutant Ninja Turtles 2003 года, персонажей Battle Nexus озвучили те же актёры, что и в мультсериале.
В 2004 году, во время игровой выставки E3 Konami анонсировала выход Teenage Mutant Ninja Turtles 2 на платформах Game Boy Advance, PlayStation 2, Xbox, GameCube и Windows, который должен был состояться в октябре того же года. Тогда же стало известно, что, в отличие от предшествующей ей Teenage Mutant Ninja Turtles 2003 года, в игре появятся: кооператив для четырёх игроков, нелинейное прохождение, сюжетная кампания и режим «Битва Нексус». На тот момент создатели ещё раздумывали над добавлением в игру других режимов. Ко всему прочему, разработчики рассказали об интеграции Teenage Mutant Ninja Turtles 1989 года, в которую можно было поиграть внутри Battle Nexus, и подтвердили наличие открываемых игровых персонажей. В августе Konami провела пресс-конференцию в Сан-Франциско под названием Konami's BBQ, на которой раскрыла новые подробности об игре; в частности стало известно, что Battle Nexus будет основана на втором сезоне мультсериала. В 2006 году Konami перевыпустила версии Teenage Mutant Ninja Turtles 2003 года и Battle Nexus для GBA на одном катридже.

## Восприятие и наследие
| Сводный рейтинг       | Сводный рейтинг | Сводный рейтинг | Сводный рейтинг | Сводный рейтинг | Сводный рейтинг |
| Издание               | Оценка          | Оценка          | Оценка          | Оценка          | Оценка          |
| Издание               | GBA             | GC              | PC              | PS2             | Xbox            |
| --------------------- | --------------- | --------------- | --------------- | --------------- | --------------- |
| GameRankings          | 61,31 %         | 49,18 %         | N/A             | 47,33 %         | 50,05 %         |
| Metacritic            | 65/100          | 49/100          | 50/100          | 47/100          | 48/100          |
| Иноязычные издания    |                 |                 |                 |                 |                 |
| Издание               | Оценка          | Оценка          | Оценка          | Оценка          | Оценка          |
| Издание               | GBA             | GC              | PC              | PS2             | Xbox            |
| G4                    | N/A             | [ 26 ]          | N/A             | [ 26 ]          | [ 26 ]          |
| GamePro               | [ 27 ]          | N/A             | N/A             | N/A             | N/A             |
| GameSpot              | 7,5/10          | N/A             | N/A             | 4,6/10          | N/A             |
| GameSpy               | N/A             | N/A             | N/A             | [ 28 ]          | N/A             |
| GameZone              | 6,5/10          | N/A             | 6,7/10          | N/A             | N/A             |
| IGN                   | N/A             | N/A             | 6/10            | N/A             | N/A             |
| GameChronicles        | 7,0/10          | N/A             | N/A             | 7,0/10          | N/A             |
| Gaming Age            | B+              | N/A             | N/A             | N/A             | N/A             |
| Русскоязычные издания |                 |                 |                 |                 |                 |
| Издание               | Оценка          | Оценка          | Оценка          | Оценка          | Оценка          |
| Издание               | GBA             | GC              | PC              | PS2             | Xbox            |
| Absolute Games        | N/A             | N/A             | 70/100          | N/A             | N/A             |

Teenage Mutant Ninja Turtles 2: Battle Nexus получила смешанные, преимущественно негативные отзывы от игровых журналистов. На сайте-агрегаторе рецензий Metacritic версия для PS2 имеет 47 баллов из 100, для Xbox — 48 баллов из 100, для GC — 49 баллов из 100, для PC — 50 баллов из 100, а для GBA — 65 баллов из 100.
Несмотря на положительную оценку кооператива для четырёх игроков, большинство рецензентов сетовали на ухудшение боевой системы. Мэтт Хэнгер из Etoychest назвал её «практически нерабочей», так как персонажам необходимо стоять на месте, чтобы провести ту или иную атаку, и при этом не получать урон. В своей рецензии для NexLevelGaming Майкл Муллис заявил, что по сравнению с Teenage Mutant Ninja Turtles 2003 года сражения стали гораздо сложнее, в частности из-за неудачного распределения кнопок на контроллере и медлительности персонажей при нанесении ударов, которая позволяет врагам оперативно контратаковать. В то же время Хуан Кастро из IGN указал на слабый ИИ противников, из-за которого они часто поворачиваются к игроку спиной, а также раскритиковал наличие в Battle Nexus оглушающих протагонистов врагов, и невозможность противостоять нескольким из них одновременно из-за неотзывчивого управления. С другой стороны, Джастин Спир из G4 заявил, что игра перестаёт быть сложной, когда игрок распознаёт принцип работы ИИ «тупых как кирпичи врагов»; рецензент описал управление в целом как «неприятное и неаккуратное».
Рецензент GameOver Джейсон МакМастер раскритиковал элементы платформера и посоветовал «не любителям головоломок с прыжками избегать этой игры, как чумы». Хэнгер отметил, что из-за плохо настроенной камеры большая часть платформ выпадает из поля зрения. Этой же позиции придерживался Джошуа Уильямс из BonusStage.com, по мнению которого в момент совершения прыжков происходит неуместное смещение ракурса. Кастро добавил, что на гоночных уровнях персонажи управляются так же плохо, как и на обычных. В своей рецензии для GameSpot Алекс Наварро назвал элементы платформера «совершенно неуместными и плохо реализованными»; Наварро резюмировал: «Battle Nexus — это не просто шаг назад для этой [игровой] серии — это падение в большую пропасть».
К сильным сторонам игры рецензенты отнесли сюжетную кампанию и визуальную составляющую. Муллис отметил, что, хотя ни одна версия игры не поддерживает прогрессивную развёртку, Battle Nexus напоминает комикс или аниме и выглядит лучше предыдущей части. Стивен Хоппер из GameZone похвалил более продвинутую технологию сел-шейдинг, но, в то же время, указал на слабую детализацию «мультяшных фонов». GameChronicles назвал графику «сносной, но не более того». С другой стороны, GameSpy счёл её чересчур низкокачественной, а повествование — запутанным. Большинство рецензентов назвали портированную версию Teenage Mutant Ninja Turtles лучшей частью игры. По словам Наварро, «аркадный порт 15-летней давности, общая продолжительность которого составляет всего несколько часов, по-прежнему даёт фору этой хаотичной игре». Уильямс заявил, что возможность поиграть в эту игру — это единственная причина приобрести Battle Nexus.
Версия для GBA была удостоена более положительных оценок. Рецензент GameChronicles пришёл к выводу, что она хорошо подходит для «маленьких детей и более зрелых ностальгирующих [по Черепашкам-ниндзя] фанатов», несмотря на «устаревший игровой процесс». По мнению Брайана Питерсона из Gaming Age, игра получилась «простой, увлекательной и насыщенной экшеном»; рецензент заявил, что в отдельных моментах она вышла лучше, чем «старшая версия». Эдуардо Закариас из GameZone разделил эту позицию и посоветовал игрокам обратить внимание на версию для GBA вместо консольной. GamePro назвал механику скрытности единственным достойным нововведением продолжения Teenage Mutant Ninja Turtles, отметив, что остальные элементы игры оказались непримечательными. Фрэнк Прово из GameSpot резюмировал: «В целом Teenage Mutant Ninja Turtles 2: Battle Nexus — достойная игра по лицензии. Если вы ждёте классический beat ’em up с видом сбоку, то, скорее всего, будете разочарованы. Тем не менее, если вы найдёте в себе силы принять приключенческий боевик с элементами головоломки, полный сражений с боссами и уровней со стрельбой, вы останетесь довольны».
В 2005 году Konami издала заключительную часть трилогии — Teenage Mutant Ninja Turtles 3: Mutant Nightmare, созданную по мотивам третьего сезона мультсериала; это единственная игра подсерии, которая не была портирована на Windows. После выхода Teenage Mutant Ninja Turtles: The Cowabunga Collection, представляющего собой сборник игр Konami 1980-х и 90-х годов, продюсер Чарльз Мураками заявил, что этот проект появился благодаря бурным просьбам фанатов франшизы, поэтому не стал исключать выхода аналогичного сборника с играми по мотивам мультсериала 2003 года.